# Информационная система по грузоперевозкам
Информационная система по грузоперевозкам, также информационная система по грузам и транспорту (англ. Transportation management system, TSM) — подсистема АСУ поставками и может входить в АСУ предприятием: это интернет (сайт) или обычное приложение, которое оперирует с грузами (отправками), средствами транспорта и транспортным оборудованием (например, контейнерами). Современный подход связывает транспортировку и торговлю в единый бизнес процесс, с точки зрения Покупателя образующий цепочку поставок.
Международные, т.е трансграничные, перевозки и торговля регулируются комиссией UN CEFACT при UNECE, которая устанавливает сценарии взаимодействия, функции, обязанности сторон и регламентирует документооборот — бумажный и электронный (EDI — очень странная статья Википедии; как и эта).
Последнее означает, что функциональность и назначение Информационной системы по грузоперевозкам в международном транспорте определены документами UN CEFACT, действие которых закреплены Директивами ЕС и национальным законодательством США. Федеральное Законодательство РФ не рассматривает нормы взаимодействия на транспорте, формы бумажных транспортных документов фиксируют ведомственные акты.
Назначение Информационной системы по грузоперевозкам — информирование заинтересованных сторон о статусе перевозки, заказ и управление перевозкой. Например, она может представлять собой совокупность средств для получения/размещения информации о попутных грузах и попутном транспорте, а также иной информации, например информации от транспортных компаниях.Такая система определяется как Truck LoadBoard
Цель информационной системы по грузоперевозкам заключается в том, чтобы обеспечить своевременный обмен информацией между перевозчиками и заинтересованными сторонами, в качестве которых могу быть соисполнители перевозки (3PL операторы) , грузовладелец и его агенты.
Перевозчик через информационную систему сообщает о статусе перевозки (причем список возможных статусов зафиксирован в Рекомендации UNECE №24), подтверждение заказа , данные контракта перевозки (информацию о транспорте, например, страну и город начального и конечного пунктов следования, дату отправки и дату приезда, цену услуги, контакты, вес и объем машины, а также другие параметры транспортного средства,груза и транспортного оборудования). А грузовладелец размещает информацию о заказе: тип груза, габариты, требования к транспорту, способ перевозки, начальный и конечный пункты и дату отправки, а также контакты.
Информационные системы по грузоперевозкам стали неотъемлемой частью в обеспечении актуальной информацией по грузам и транспорту транспортных компаний. Не найдется ни одной транспортной компании, которая бы не пользовалась услугами таких систем. С помощью них перевозчики и их заказчики совместно обеспечивают более полную загрузку транспорта, а следовательно получают прибыль, развиваются и вносят свой вклад в экономику страны.

## Грузоперевозчик
Грузоперевозчик — организация, занимающаяся перевозкой грузов.

## Грузовладелец
Грузовладелец — организация, владеющая грузом для перевозки(транспортировки).

## Типы информационных систем по грузоперевозкам
Назначение некоторых систем определено соответствующими Рекомендациями UNECE. Это Carrier portal, Port community portal, Shipper portal, Aviation Freightforwarder portal — они принадлежат и управляются профессиональным сообществом.
Информационные системы можно разделить на платные и бесплатные, а также по видам транспорта (автомобильный, воздушный, водный (морской, речной), железнодорожный и мультитранспортные).

## Основные функции и возможности информационных систем по грузоперевозкам
- добавление информации о грузах и транспорте;
- поиск информации о грузах и транспорте по запросу пользователя;
- автоматическая обработка информации: сортировка, выборка, удаление неактуальных данных и т. п.;
- возможность редактирования информации;
- удобное представление информации;
- информативность;
- высокая скорость выполнения запросов;
- высокая отказоустойчивость;
- интерактивность;
- понятный для человека интерфейс.

В зависимости от конкретной информационной системы по грузоперевозкам, набор функций может меняться, однако в нем обязательно должны присутствовать функции упомянутые выше.